# Liturgická slavnost
Liturgická slavnost nebo jen slavnost (latinsky sollemnitas) je v liturgii římskokatolické církve liturgickým dnem nejvyššího stupně. Oslavuje nejdůležitější události z dějin spásy, některé nejvýznamnější světce a podobně. Její význam je srovnatelný s nedělí, při mši se většinou zpívá také Credo a zpravidla se koná i sbírka.
Některé slavnosti patří mezi zasvěcené svátky. Některé význačné slavnosti začínají už večer předchozího dne slavením vigilie. Připadne-li slavnost na neděli v adventní, postní nebo velikonoční době, dny Svatého týdne, velikonočního tridua nebo velikonočního oktávu, přesouvá se na nejbližší pozdější méně významný den. Naopak, pokud připadne slavnost na neděli v mezidobí, tato slavnost neděli nahrazuje. Vedle celosvětově slavených slavností mohou existovat i liturgické slavnosti pro určitý stát, řád, oblast nebo kostel (jinde může jít jen o svátek nebo závaznou či nezávaznou památku).

## Slavnosti podle všeobecného římského kalendáře
1. slavnost Panny Marie, Matky Boží (1. ledna)
2. slavnost Zjevení Páně (6. ledna)
3. slavnost sv. Josefa (19. března)
4. slavnost Zvěstování Páně (25. března)
5. slavnost Zmrtvýchvstání Páně
6. slavnost Nanebevstoupení Páně
7. slavnost Seslání Ducha svatého
8. slavnost Nejsvětější Trojice
9. slavnost Těla a Krve Páně
10. slavnost Nejsvětějšího Srdce Ježíšova
11. slavnost Narození sv. Jana Křtitele (24. června)
12. slavnost sv. Petra a Pavla (29. června)
13. slavnost Nanebevzetí Panny Marie (15. srpna)
14. slavnost Všech svatých (1. listopadu)
15. slavnost Ježíše Krista Krále
16. slavnost Neposkvrněného Početí Panny Marie (8. prosince)
17. slavnost Narození Páně (25. prosince)

## Další slavnosti slavené v českých zemích
1. slavnost sv. Cyrila a Metoděje (5. července)
2. slavnost sv. Václava (28. září)

## Další slavnosti slavené na Slovensku
1. slavnost sv. Cyrila a Metoděje (5. července)
2. svátek Panny Marie Bolestné (15. září)